# USS Boxer (CV-21)
USS Boxer (CV/CVA/CVS-21, LPH-4) var ett av 24 hangarfartyg av Essex-klass som byggdes för amerikanska flottan under andra världskriget. Hon var det femte fartyget med det namnet, döpt efter HMS Boxer. Hon sjösattes den 14 december 1944 och döptes av dottern till en senator från Louisiana.
Hon togs i tjänst för sent för att ha deltagit i strid under andra världskriget. Boxer tillbringade mycket av sin karriär i Stilla havet med 10 tjänstgöringar i västra Stilla havet. Hennes första uppdrag involverade främst utbildning och övningar, däribland de första hangarfartygsbaserade jetplanen, men demobilisering förhindrade mycket verksamhet i slutet av 1940-talet. Vid Koreakrigets utbrott användes hon som flygplanstransport innan ankomsten i koreanskt vatten som det tredje amerikanska hangarfartyget att ansluta sig till styrkan. Hon understödde landstigningarna vid Inchon och efterföljande invasionen av Nordkorea och var bland de fartyg som tillhandahöll stöd under kinesiska motoffensiven mot en underförberedd och utspridd FN-styrka. Hon deltog i tre efterföljande turer i Korea och genomförde flygunderstöd och strategisk bombning till stöd för FN:s marktrupper som kämpade längs 38:e breddgraden, eftersom stridslinjerna hade stelnat i stort sett vid denna tidpunkt. Hon mottog åtta battle stars för sin tjänstgöring i Korea.
Efter Koreakriget utförde Boxer en mängd olika uppgifter, bland annat som ett ubåtjakthangarfartyg och ett amfibiskt attackfartyg. Hon deltog i ett antal övningar inklusive Operation Hardtack och Operation Steel Pike samt flera oförutsedda händelser, däribland Operation Powerpack och Kubakrisen. Under sina sista år fungerade hon som ett återhämtningsfartyg för rymdfarkoster under Apolloprogrammet samt ett flygplanstransport för trupper under Vietnamkriget. Hon utrangerades den 1 december 1969 efter 25 års tjänstgöring och såldes för skrotning.